# Nuovi eroi
Nuovi eroi ist das zweite Studioalbum von Eros Ramazzotti. Es wurde am 14. Juli 1986 von Sony BMG Music Entertainment veröffentlicht. Es erschien auch eine spanische Version, Héroes de hoy.

## Entstehung
Nach dem Erfolg des Debütalbums erschien im Sommer 1986 der Nachfolger, auf dem sich Ramazzotti erneut mit Piero Cassano (Produktion, Musik) und Adelio Cogliati (Texte) zusammentat. Arrangiert wurden die Songs von Celso Valli und Maurizio Bassi. Die aufwendige Produktion wurde mit vielen Studiomusikern im Fonoprint, Bologna und in den Studios Il Cortile und Excalibur in Mailand vorgenommen. Am Bass ist etwa Dino D’Autorio zu hören, Gabriele Melotti spielte Schlagzeug und programmierte viele Synthesizer-Spuren. Mark Harris wurde als Pianist engagiert. Ramazzotti selbst spielte die Gitarre.

## Rezeption
Mit der Leadsingle Adesso tu gewann Ramazzotti das Sanremo-Festival 1986. Der Song wurde zum Nummer-eins-Hit in vielen Ländern. Aber auch Un nuovo amore, zwei Jahre später auf Musica è (spanische Version Musica es) als Completamente Enamorados erneut aufgenommen, wurde vor allem in der spanischsprachigen Welt bekannt. Das Album selbst erreichte in Italien, Österreich und der Schweiz die Spitzenposition der Charts. In Deutschland kam es auf Platz elf.

## Titelliste
| #  | Titel                       | Autor(en)                                                        | Produzent(en)                  | Länge |
| -- | --------------------------- | ---------------------------------------------------------------- | ------------------------------ | ----- |
| 1  | Un cuore con le ali         | Eros Ramazzotti, Piero Cassano, Adelio Cogliati                  | Piero Cassano                  | 3:50  |
| 2  | Un nuovo amore              | Eros Ramazzotti, Piero Cassano, Adelio Cogliati                  | Piero Cassano                  | 4:10  |
| 3  | E mi ribello                | Eros Ramazzotti, Piero Cassano, Adelio Cogliati                  | Piero Cassano                  | 4:20  |
| 4  | Fuggo dal nulla             | Eros Ramazzotti, Piero Cassano, Adelio Cogliati                  | Piero Cassano                  | 3:45  |
| 5  | Con gli occhi di un bambino | Eros Ramazzotti, Piero Cassano, Adelio Cogliati                  | Piero Cassano                  | 4:17  |
| 6  | Lacrime di gioventù         | Eros Ramazzotti, Piero Cassano, Adelio Cogliati                  | Piero Cassano                  | 4:50  |
| 7  | Emozione dopo emozione      | Eros Ramazzotti, Piero Cassano, Adelio Cogliati                  | Piero Cassano                  | 4:33  |
| 8  | Adesso tu                   | Eros Ramazzotti, Piero Cassano, Adelio Cogliati                  | Piero Cassano                  | 5:02  |
| 9  | Nuovi eroi                  | Eros Ramazzotti, Piero Cassano, Adelio Cogliati                  | Piero Cassano                  | 4:09  |
| 10 | Una storia importante       | Eros Ramazzotti, Piero Cassano, Adelio Cogliati                  | Eros Ramazzotti, Piero Cassano | 3:35  |
| 11 | Cuori agitati               | Eros Ramazzotti, Piero Cassano, Adelio Cogliati                  | Piero Cassano                  | 3:41  |
| 12 | Buongiorno bambina          | Eros Ramazzotti, Piero Cassano                                   | Piero Cassano                  | 4:15  |
| 13 | Terra promessa              | Eros Ramazzotti, Piero Cassano, Alberto Salerno, Renato Brioschi | Piero Cassano, Renato Brioschi | 3:35  |

## Kommerzieller Erfolg

### Chartplatzierungen

#### Album
| ChartsChartplatzierungen | Höchstplatzierung | Wochen |
| ------------------------ | ----------------- | ------ |
| Deutschland (GfK)        | 11 (38 Wo.)       | 38     |
| Italien (M&D)            | 1 (26 Wo.)        | 26     |
| Österreich (Ö3)          | 1 (54 Wo.)        | 54     |
| Schweiz (IFPI)           | 1 (25 Wo.)        | 25     |
| Spanien (Promusicae)     | 19 (50 Wo.)       | 50     |

| ChartsJahrescharts (1986) | Platzierung |
| ------------------------- | ----------- |
| Österreich (Ö3)           | 5           |
| Schweiz (IFPI)            | 4           |

| ChartsJahrescharts (1987) | Platzierung |
| ------------------------- | ----------- |
| Österreich (Ö3)           | 2           |

#### Singles
| Jahr | Titel               | Höchstplatzierung, Gesamtwochen, AuszeichnungChartplatzierungen (Jahr, Titel, , Platzierungen, Wochen, Auszeichnungen, Anmerkungen) | Höchstplatzierung, Gesamtwochen, AuszeichnungChartplatzierungen (Jahr, Titel, , Platzierungen, Wochen, Auszeichnungen, Anmerkungen) | Höchstplatzierung, Gesamtwochen, AuszeichnungChartplatzierungen (Jahr, Titel, , Platzierungen, Wochen, Auszeichnungen, Anmerkungen) | Anmerkungen                           |
| Jahr | Titel               | AT | CH | IT | Anmerkungen                           |
| ---- | ------------------- | --- | --- | --- | ------------------------------------- |
| 1986 | Adesso tu           | AT1 (36 Wo.)AT | CH1 (20 Wo.)CH | IT1 (13 Wo.)IT | Siegerlied des Sanremo-Festivals 1986 |
| 1986 | Un cuore con le ali | AT21 (6 Wo.)AT | — | — |                                       |

### Auszeichnungen für Musikverkäufe
Nuovi eroi wurde weltweit mit 2× Gold und 6× Platin ausgezeichnet. Damit verkaufte sich das Album laut Auszeichnungen über 1.500.000 Mal.

| Land/Region          | Auszeichnungen für Musikverkäufe (Land/Region, Auszeichnung, Verkäufe) | Verkäufe  |
| -------------------- | ---------------------------------------------------------------------- | --------- |
| Deutschland (BVMI)   | Gold                                                                   | 250.000   |
| Italien (FIMI)       | 2× Platin                                                              | 1.000.000 |
| Österreich (IFPI)    | 2× Platin                                                              | 100.000   |
| Schweiz (IFPI)       | 2× Platin                                                              | 100.000   |
| Spanien (Promusicae) | Gold                                                                   | 50.000    |
| Insgesamt            | 2× Gold · 6× Platin ·                                                  | 1.500.000 |

Hauptartikel: Eros Ramazzotti/Auszeichnungen für Musikverkäufe